# Аннакірхе (Відень)
Аннакірхе (нім. Annakirche), або Церква Святої Анни — церква в архиєпархії Відня Римсько-католицької церкви в столиці Австрії. Храм розташований в історичному центрі Відня у Внутрішньому місті на вулиці Аннагассе (раніше Піппінгерштрассе). У церкві зберігається реліквія — права рука святої Анни, матері Пресвятої Діви Марії. З початку XX століття прихід знаходиться у веденні священиків з Інституту Облатів Святого Франциска Сальського (OSFS).

## Історія
Побудована 1518, на місці старої каплиці цій святій від 1320 року. Храм був зведений в стилі пізньої готики. У 1531 році госпіталь і церква були передані монахиням-кларисам а в 1582 році за указом імператора Рудольфа II вони перейшли до єзуїтів. У 1629—1633 роках церква Святої Анни була перебудована в стилі бароко. Після реконструкції, 20 листопада 1633 року вона була урочисто відкрита в присутності імператора Фердинанда II.
У 1694 році, з ініціативи імператора Леопольда I, при храмі було засновано братство Святої Анни, для членів якого в 1696 році була влаштована капела Святого Франциска Ксаверія в стилі бароко. У 1716 під керівництвом архітектора єзуїта Крістофа Тауша церква була повністю відремонтована, але 25 червня 1747 роки від удару блискавки згоріли вежа і дах храму. Незабаром дах була відновлений, і 26 липня того ж року, в день святої Анни, в церкві відбулося урочисте богослужіння в присутності імператриці Марії Терезії. У 1748 році була відновлена і вежа, а в 1751 році реконструйований постраждалий під час пожежі інтер'єр. Реставраторам вдалося зберегти фрески на стелі і в вівтарній частині храму, створені в 1717 році Даніелем Граном.